# Haydarpaşa

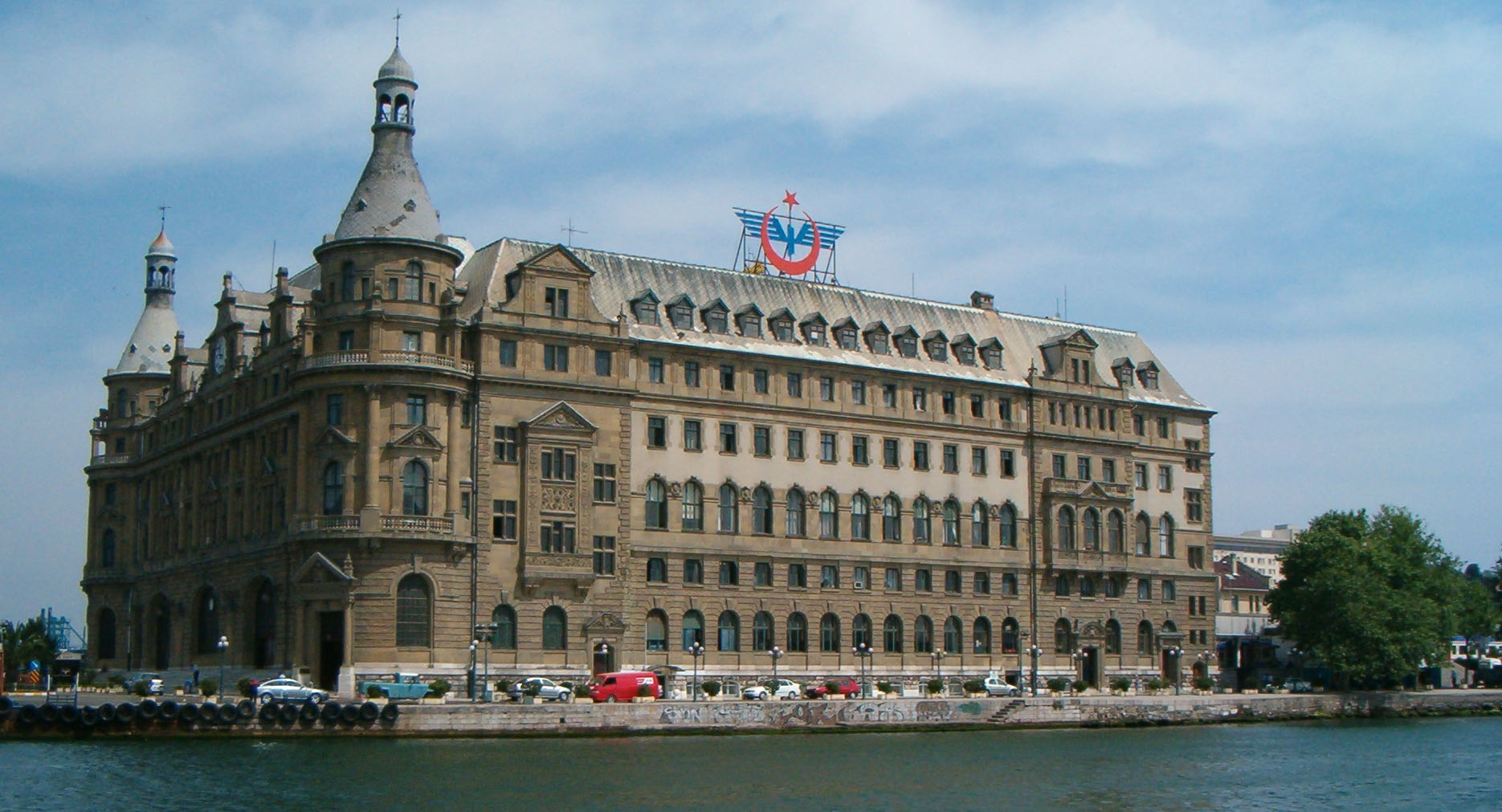
Haydarpaşas järnvägsstation.

Haydarpaşa var en pampig hamn- och järnvägsstation på den asiatiska (östra) sidan av sundet Bosporen i Istanbul som den turkiska sultanen fick i gåva av kejsar Wilhelm II i Tyskland på 1880-talet. Där finns även en färjeterminal för färjor mellan Haydarpaşa och järnvägsstationen Sirkeci på den europeiska sidan av Istanbul. Om man åkte Orientexpressen till slutstationen Sirkeci och ville åka vidare österut fick man ta denna färja till Haydarpaşa.
Sedan järnvägen Marmaray under Marmarasjöns vatten öppnade i oktober 2013 används inte längre Haydarpaşa som järnvägsstation, och även färjetrafiken dit är nedlagd. Byggnaden, som är byggnadsminnesförklarad, kommer i framtiden att användas till något annat, men det är ännu oklart vad - några förslag har varit bostäder, hotell, ett museum.